# Bundesvereinigung Deutscher Chorverbände
Die Bundesvereinigung Deutscher Chorverbände e.V. (BDC) war von 1952 bis 2019 der Dachverband der vokalen Amateurmusik in Deutschland und vereinigte dabei sieben auf Bundesebene tätige Chorverbände mit insgesamt ca. 34.000 Chören und 800.000 Mitgliedern.
Die Vereinigung wurde 1952 als Arbeitsgemeinschaft Deutscher Chorverbände (ADC) gegründet und 2012 umbenannt.
Am 29. März 2019 schlossen sich die BDC und die Bundesvereinigung Deutscher Orchesterverbände zu einem übergreifenden Dachverband der Amateurmusik zusammen, dem Bundesmusikverband Chor & Orchester (BMCO).

## Mitglieder
Mitglieder waren zuletzt
- Verband Deutscher KonzertChöre (VDKC),
- Arbeitskreis Musik in der Jugend (AMJ),
- Internationaler Arbeitskreis für Musik (IAM),
- ACHORDAS Chor- und Musikverband,

sowie die kirchlichen Chorverbände
- Chorverband in der Evangelischen Kirche in Deutschland (CEK),
- Deutscher Chorverband Pueri Cantores und
- Allgemeiner Cäcilien-Verband für Deutschland (ACV).

Der Deutsche Chorverband (DCV; entstanden aus dem Zusammenschluss von Deutschem Sängerbund und Deutschem Allgemeinen Sängerbund) schied am 31. Dezember 2011 aus der BDC aus.
Zu den Hauptaufgaben des Verbandes zählten
- die Vernetzung der Mitgliedsverbände untereinander sowie mit anderen nationalen und internationalen Verbänden der Kulturszene
- die Funktion als zentrales Sprachrohr der Amateur-Chorlandschaft in Deutschland gegenüber der Politik, den Medien und der Öffentlichkeit
- die Ausrichtung eigener, beispielhafter Projekte zur Förderung der Chormusik in Deutschland und
- die Koordination des Antragsverfahrens für die Zelter-Plakette.

Seit 1969 verlieh die BDC den Titel Chordirektor BDC (ehemals: Chordirektor ADC) als höchste Exzellenz-Auszeichnung für Dirigenten von Amateurchören.
Präsident der BDC war ab Februar 2012 Hans Jaskulsky, Universitätsmusikdirektor an der Ruhr-Universität Bochum und Präsident des IAM. Vizepräsident war KMD Christian Finke aus Berlin, Präsident des CEK.
Die Bundesvereinigung war bis 2017 Träger des Internationalen Kammerchor-Wettbewerbs Marktoberdorf sowie der Tage der musikalischen Begegnung Musica Sacra International.